# Троїцький сільський округ (Жамбильський район)
Тро́їцький сільський округ (каз. Троицк ауылдық округі, рос. Троицкий сельский округ) — адміністративна одиниця у складі Жамбильського району Північноказахстанської області Казахстану. Адміністративний центр — село Троїцьке.
Населення — 574 особи (2021; 937 у 2009, 1672 у 1999, 2110 у 1989).
Станом на 1989 рік існувала Троїцька сільська рада (села Орталик, Троїцьке) колишнього Джамбульського району. 2018 року було ліквідовано село Акбалик, 2024 року — село Орталик.

## Склад
До складу округу входять такі населені пункти:
| Населений пункт | Старі назви | Населення, осіб (1989) | Населення, осіб (1999) | Населення, осіб (2009) | Населення, осіб (2021) |
| --------------- | ----------- | ---------------------- | ---------------------- | ---------------------- | ---------------------- |
| Орталик, село   | -           | 635                    | 492                    | 215                    | 39                     |
| Троїцьке, село  | -           | 1475                   | 1180                   | 722                    | 535                    |